# Amnosia eudamia
Amnosia eudamia är en fjärilsart som beskrevs av Smith 1885. Amnosia eudamia ingår i släktet Amnosia och familjen praktfjärilar. Inga underarter finns listade i Catalogue of Life.